# تزریق (پزشکی)

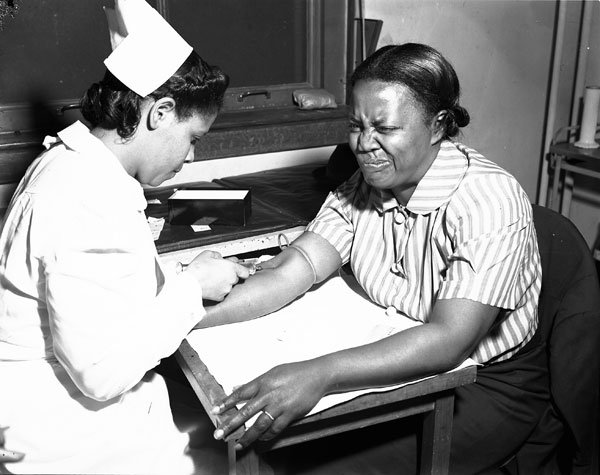
تزریق دردناک امپول

تَزریق یا انژکسیون (به انگلیسی: Injection) در پزشکی به معنی روشی جهت وارد کردن داروهای مایع (آمپول) یا واکسن به داخل بدن با استفاده از سرنگ و سرسوزن تیز است. عمل تزریق به‌جز سرنگ با وسایل دیگری همچون جت اینجکتور (افشانه زیر پوست بدون سوزن) نیز انجام می‌شود.
محلول تزریقی شکل مایع دارویی عاری از میکروب است که به وسیلهٔ سوزن به بدن انسان یا حیوان وارد می‌شود. تزریق جامد، گونه‌ای از تزریق است که پس از حل کردن ماده جامد دارویی در آب تزریقی درست می‌شود. تزریق‌ها به صورت نامیزه و سوسپانسیون هم وجود دارد.

## محل تزریق

### تزریق عضلانی(Intra Muscular=IM)
- نوک سوزن داخل عضله قرار گیرد.[۲]
- زاویه تزریق: °۹۰
- برخی محل‌ها: بازو، دورسو گلوتئال (باسن)، وستوس لترالیس، رکتوس فمورالیس (جلوی ران)

### تزریق داخل وریدی(Intra Venous=IV)
- نوک سوزن داخل ورید قرار گیرد.
- زاویه تزریق: حدود °۳۰

### تزریق زیرجلدی(Sub Cutaneous = SC)
- نوک سوزن حد فاصل زیر پوست و بالای عضله قرار گیرد.
- زاویه تزریق: °۴۵ (در استفاده از سرنگ انسولین زاویه مورد نظر °۹۰ است)
- برخی محل‌ها: پشت بازو، جلوی ساعد، پشت کتف، بالای باسن، دور ناف

### تزریق داخل جلدی (Intra Dermal=ID)
- تزریق در پوست مانند تزریق پنی سیلین در پوست
- زاویه تزریق: حدود °۵ (بسیار سطحی)

### تزریق داخل نخاعی (Intra Thecal OR Intra Spinal)
نوک سوزن را داخل مایع مغزی-نخاعی فرومی‌کنیم، زمانی از این تزریق استفاده می‌کنیم که می‌خواهیم دارو از سد خونی- مغزی عبور کند.

## کیفیت تزریق‌ها
محلول تزریق عاری از میکروب است و به این معنی است که هیچ گونه میکروب، ویروس یا ماده ارگانیک که به وسیله میکروب‌ها ساخته می‌شود در محلول تزریقی وجود ندارد. لازم است که فشار اسمزی محلول تزریق با خون برابر باشد.

## تزریق داخل وریدی
هدف از انژکسیون وریدی داروهایی هستند که باید فوری جذب شوند مثل داروهای محرک قلب و تنفس، سرمها و داروهای بیهوش‌کننده و غیره که از این دسته می‌باشند.

### فواید و مضرات تزریق وریدی
تزریق وریدی سریعترین روش مصرف دارو است. این روش می‌تواند برای داروهای خوراکی که در بدن انسان به وسیلهٔ آنزیم تجزیه می‌شوند استفاده شود. می‌شود برای افرادی که بیهوش شده‌اند از این نوع تزریق استفاده کرد. با این روش تنها می‌توان داروهای محلول در آب را تزریق کرد. عوارض احتمالی این روش تزریق عبارتند از احتمال عفونت بالا، احتمال بریدگی رگ، اثر زود هنگام دارو و شوک.

## ساختن محلول تزریقی
آب استریل مهم‌ترین حلال برای ساختن مایع تزریق است. این آب به روش ویژه‌ای ساخته می‌شود و عاری از میکروب، ویروس، مواد معدنی و مواد تب‌آور است. می‌تواند بجز آب از محلول ارگانیک برای ساختن تزریق استفاده شود.

### محلولهای ارگانیک
- الکل
- روغن گیاهی
- ماکروگول
- گلیسیرین